# Exocentrus multilineatus
Exocentrus multilineatus är en skalbaggsart som beskrevs av Stefan von Breuning 1955. Exocentrus multilineatus ingår i släktet Exocentrus och familjen långhorningar.
Artens utbredningsområde är Kenya. Inga underarter finns listade i Catalogue of Life.